# Wolfgang Petry
Pour les articles homonymes, voir Petry.
Wolfgang Petry de son vrai nom Franz Hubert Wolfgang Remling, surnommé Wolle, est un chanteur de schlager allemand né le 22 septembre 1951 à Cologne.
Il est l'auteur du tube "Wahnsinn" en 1983.
Son album le plus vendu est Alles en 1996.

## Engagement politique
À la suite de l'incendie criminel xénophobe de Solingen en 1993, il initie la mobilisation de personnalités allemandes en faveur des immigrés et de la tolérance notamment par la parution d'un single, Wer die Augen schließt (Qui ferme les yeux) dont les bénéfices sont reversés à des associations. Il renouvelle cette action en 2015 et 2019.

## Discographie

### Albums
- 1976 - Ein Freund, Ein Mann
- 1979 - Zweisaitig
- 1980 - Ganz oder gar nicht
- 1981 - Einfach Leben
- 1982 - Der Himmel Brennt
- 1983 - Wahnsinn
- 1984 - Rauhe Wege
- 1986 - Mit offenen Armen
- 1988 - Manche mögen's heiß
- 1991 - Wo ist das Problem?
- 1991 - Ganz oder gar nicht
- 1991 - Zweisaitig
- 1992 - Verlieben, Verloren...
- 1992 - Meine größten Erfolge
- 1993 - Ganz oder gar nicht
- 1993 - Sehnsucht nach Dir
- 1994 - Frei für Dich
- 1995 - Ein Freund, Ein Mann
- 1995 - Egal
- 1996 - Alles
- 1996 - Die Längste Single Der Welt - Teil 1
- 1996 - Gnadenlos
- 1997 - Du bist ein Wunder
- 1997 - Nie Genug
- 1998 - Wahnsinn
- 1998 - Freude
- 1999 - Die Längste Single Der Welt - Teil 2
- 1999 - Alles-Live
- 1999 - Komplett
- 2000 - Konkret
- 2000 - Freude 2
- 2001 - Einfach Geil!
- 2001 - Achterbahn
- 2001 - Die Längste Single Der Welt - Teil 3
- 2002 - Alles 2
- 2003 - Kein Grund zur Panik
- 2003 - Freudige Weihnachten
- 2004 - Typisch
- 2004 - Nur für dich
- 2005 - Doppelt Stark (Doppel CD)
- 2005 - Die Längste Single Der Welt - Das Album (Teil 4)
- 2005 - Ich Bin Ene Kölsche Jung
- 2006 - Meine Lieblingslieder
- 2006 - 30 (Abschiedsalbum)
- 2007 - Seine schönsten Balladen (mit 2 unveröffentlichten Titeln)
- 2007 - Das letzte Konzert - LIVE - einfach geil!
- 2008 - Alles Maxi - Seine größten Erfolge

### Singles
- 1976 - Sommer in der Stadt
- 1977 - Jeder Freund ist auch ein Mann
- 1977 - Ein ganz normaler Tag
- 1980 - Mein Zuhaus
- 1980 - Ganz oder gar nicht
- 1981 - Jessica
- 1981 - Tu's doch
- 1981 - Ich geh mit Dir
- 1982 - Der Himmel brennt
- 1983 - Wahnsinn
- 1983 - Die vierte Dimension
- 1984 - Was macht der Teufel (wenn wir uns lieben)?
- 1984 - Gnadenlos
- 1984 - Hey Sie, sind Sie noch dran?
- 1985 - Halleluja, mach's gut
- 1992 - Du Bist Ein Wunder
- 1992 - Wieso und Weshalb
- 1992 - Verlieben, Verloren...
- 1993 - Ich will noch mehr
- 1993 - Sehnsucht nach Dir
- 1993 - Wer die Augen schließt
- 1994 - Denn eines Tag´s vielleicht
- 1994 - Sieben Tage, sieben Nächte
- 1995 - Bronze, Silber und Gold
- 1995 - Scheissegal
- 1996 - Die Längste Single der Welt Teil 1
- 1996 - Gnadenlos
- 1996 - Nur ein kleines Stück Papier
- 1997 - Ruhrgebiet
- 1997 - Augen Zu Und Durch
- 1997 - Weiber
- 1997 - Weiß Der Geier
- 1998 - So ein Schwein...
- 1999 - Geil, Geil, Geil
- 1999 - Die Längste Single der Welt Teil 2
- 1999 - Live `99 - Die Single
- 1999 - Jingle Bells (Promo)
- 1999 - Eine Muh Eine Mäh (Promo)
- 2000 - Das stehn wir durch
- 2000 - Da geht mir voll einer ab
- 2000 - Nichts von alledem
- 2001 - Ich will mehr
- 2001 - Die Längste Single der Welt Teil 3
- 2002 - CoCo (ho chi kaka ho)
- 2003 - Kein Grund Zur Panik
- 2003 - Glaubst Du ich bin blöd
- 2006 - Die Jahre mit Euch (Promo)
- 2007 - Träum weiter